# Jugadora Mundial de la FIFA 2008

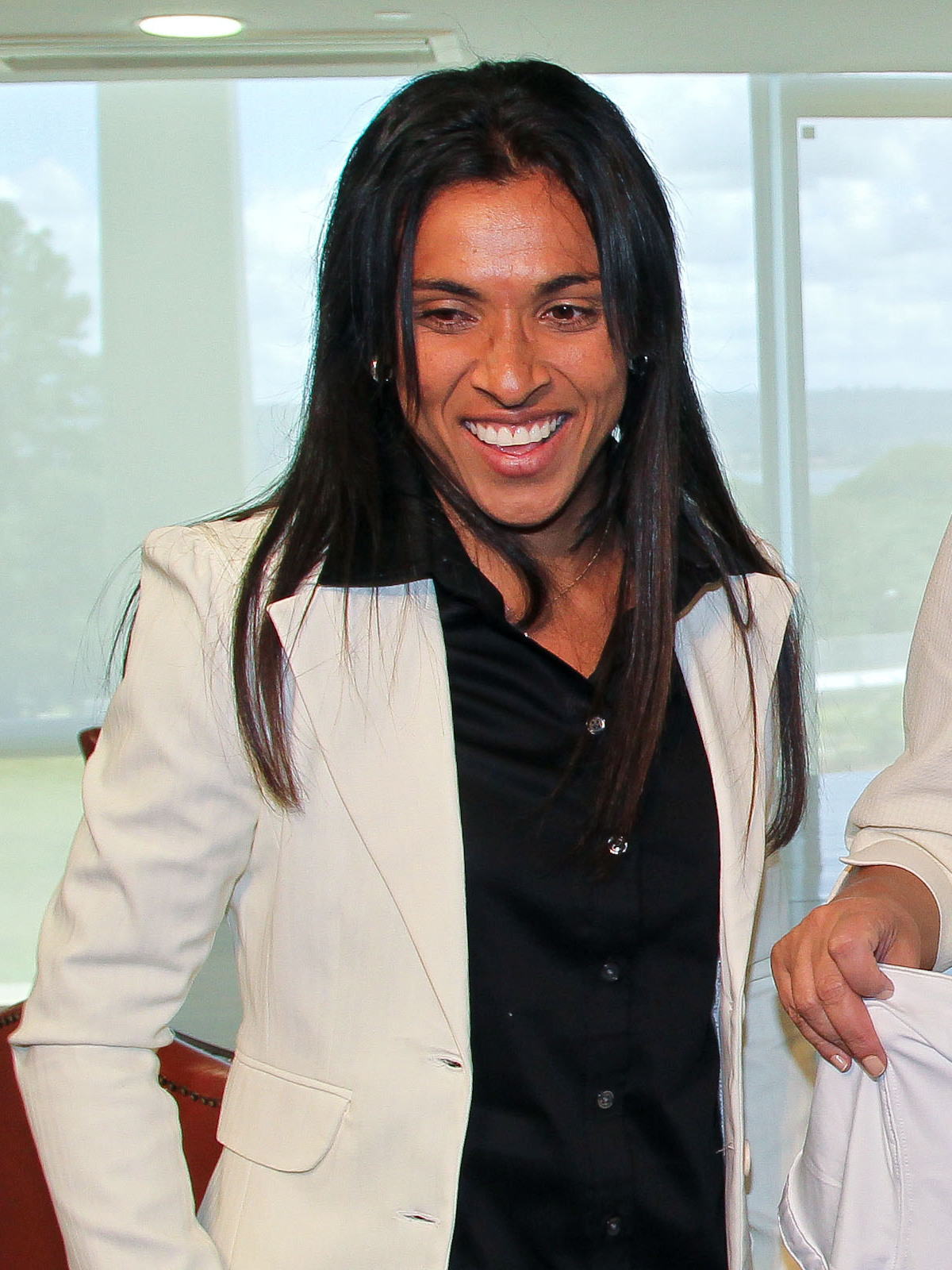
La brasileña Marta Vieira da Silva ganadora en 2008.

El premio a la mejor jugadora mundial de la FIFA 2008 fue la octava entrega de este importante galardón otorgado a la futbolista con mayores logros. El premio fue otorgado por la Federación Internacional de Fútbol Asociación (FIFA). 
La ganadora del octavo certamen fue la brasileña Marta Vieira da Silva. Da Silva ganó su tercer premio como mejor jugadora del mundo de forma consecutiva. 

## Resultados
| Posición | Futbolista         | Puntaje |
| -------- | ------------------ | ------- |
| 1        | Marta              | 1002    |
| 2        | Birgit Prinz       | 328     |
| 3        | Cristiane          | 275     |
| 4        | Nadine Angerer     | 198     |
| 5        | Kelly Smith        | 150     |
| 6        | Daniela Alves Lima | 130     |
| 7        | Shannon Boxx       | 115     |
| 8        | Hope Solo          | 83      |
| 9        | Christine Sinclair | 47      |
| 10       | Ingvild Stensland  | 41      |